# ولوو ۴۴۰/۴۶۰
ولوو ۴۴۰/۴۶۰ (Volvo ۴۴۰/۴۶۰) خودرویی است که در سال‌های ۱۹۸۷ تا ۱۹۹۷تولید شده‌است.
این خودرو در کلاس خودرو کامپکت قرار گرفته، طراحی آن خودروهای موتور جلو-محور جلو بوده طول آن در حالت طبیعی ۴٫۳۰ متر (۱۶۹٫۳ اینچ)، عرض آن در حالت طبیعی ۱٫۶۹ متر (۶۶٫۵ اینچ)، ارتفاع آن در حالت طبیعی ۱٫۳۹ متر (۵۴٫۷ اینچ) و وزن آن در حالت طبیعی ۹۹۳ کیلوگرم (۲٬۱۸۹ پوند) است.